# Murales del Sol y la Luna
Los Murales del Sol y la Luna son una pareja de dos murales de baldosas de cerámica diseñados por el artista catalán Joan Miró y ejecutados conjuntamente con Josep Llorens i Artigas en 1955 para la sede de la Unesco en París. Instalados inicialmente en la Place de Fontenoy, con el tiempo se trasladaron al interior del edificio para protegerlos de las inclemencias del tiempo y de la lluvia ácida.

## Historia
Joan Miró y Josep Llorens Artigas en los años 1910 en la escuela de arte que el pintor Francesc Galí (1880-1965) tenía en Barcelona. A partir de los años 1940, Miró y Josep Llorens Artigas iniciaron un dúo artístico que dio como fruto objetos y grandes murales cerámicos como estos de la Unesco de París o el del aeropuerto de Barcelona. Estas obras fusionan el léxico mironiano con las cualidades esenciales de las artes de la tierra y del fuego.
En 1955 responsables de la UNESCO se pusieron en contacto con Joan Miró para pedirle si quería formar parte del equipo de artistas que decorarían la futura sede de la institución que se ubicaría en París. Una vez accedió, le otorgaron las paredes exteriores del edificio de conferencias, dos paredes perpendiculares de tres metros de alto y siete y quince metros de largo, respectivamente. Miró propuso realizar un mural cerámico en colaboración con Llorens Artigas.
En 1956 Joan Miró comenzó a trabajar en el mural en su taller de Palma de Mallorca. El año siguiente, en 1957, fue a las Cuevas de Altamira con Llorens Artigas para inspirarse para la realización de la obra, que originó "los primeros murales del mundo". También visitarían la Colegiata de Santillana del Mar y el arte románico del Museo de Arte de Cataluña, actual MNAC.

## Descripción
La obra del sol está firmada como Miró/ARTIGAS en la parte inferior izquierda y la de la luna en la parte inferior derecha.

## Premios y reconocimientos
- 1958 - Premio biennal de la Fundación Guggenheim[9][10]  (por el Mural del Sol)